# 유럽 고속도로 272호선
유럽 고속도로 272호선(European route E272)은 리투아니아의 클라이페다에서 빌뉴스까지 이르는 B-클래스급 고속도로로, 총 연장은 391 km이다. 전 구간에 걸쳐 리투아니아를 관통하고 있는 고속도로 노선망이다. 주요 경유지로는 클라이페다, 팔랑가, 샤울랴이, 파네베지스, 우크메르게, 빌뉴스 등을 관통하고 있다.

## 갤러리

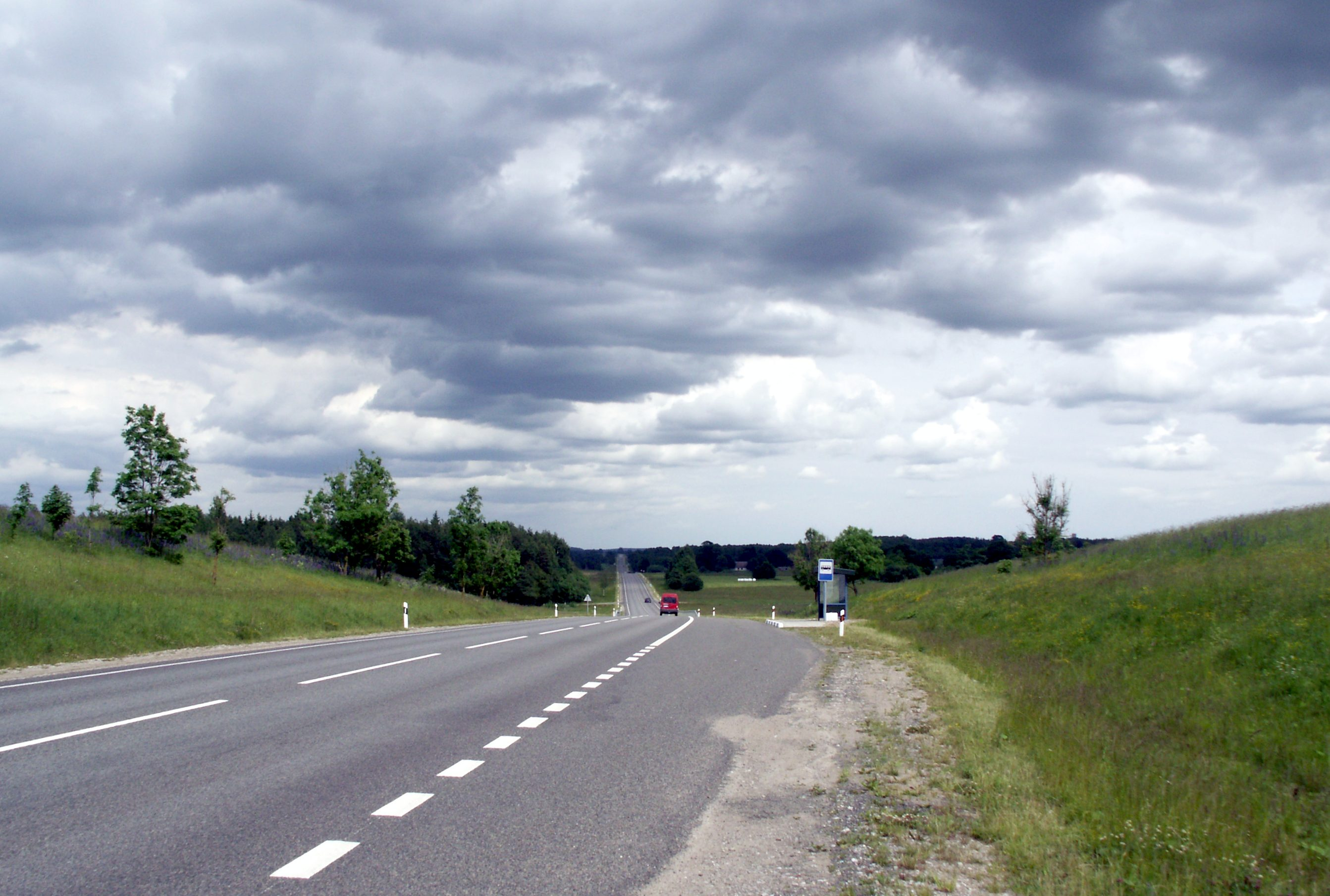
유럽 고속도로 272호선의 실제 모습